# Memorial Árabe
Memorial Árabe é um ponto turístico em homenagem à cultura árabe localizado no centro da cidade de Curitiba, capital do estado brasileiro do Paraná. 

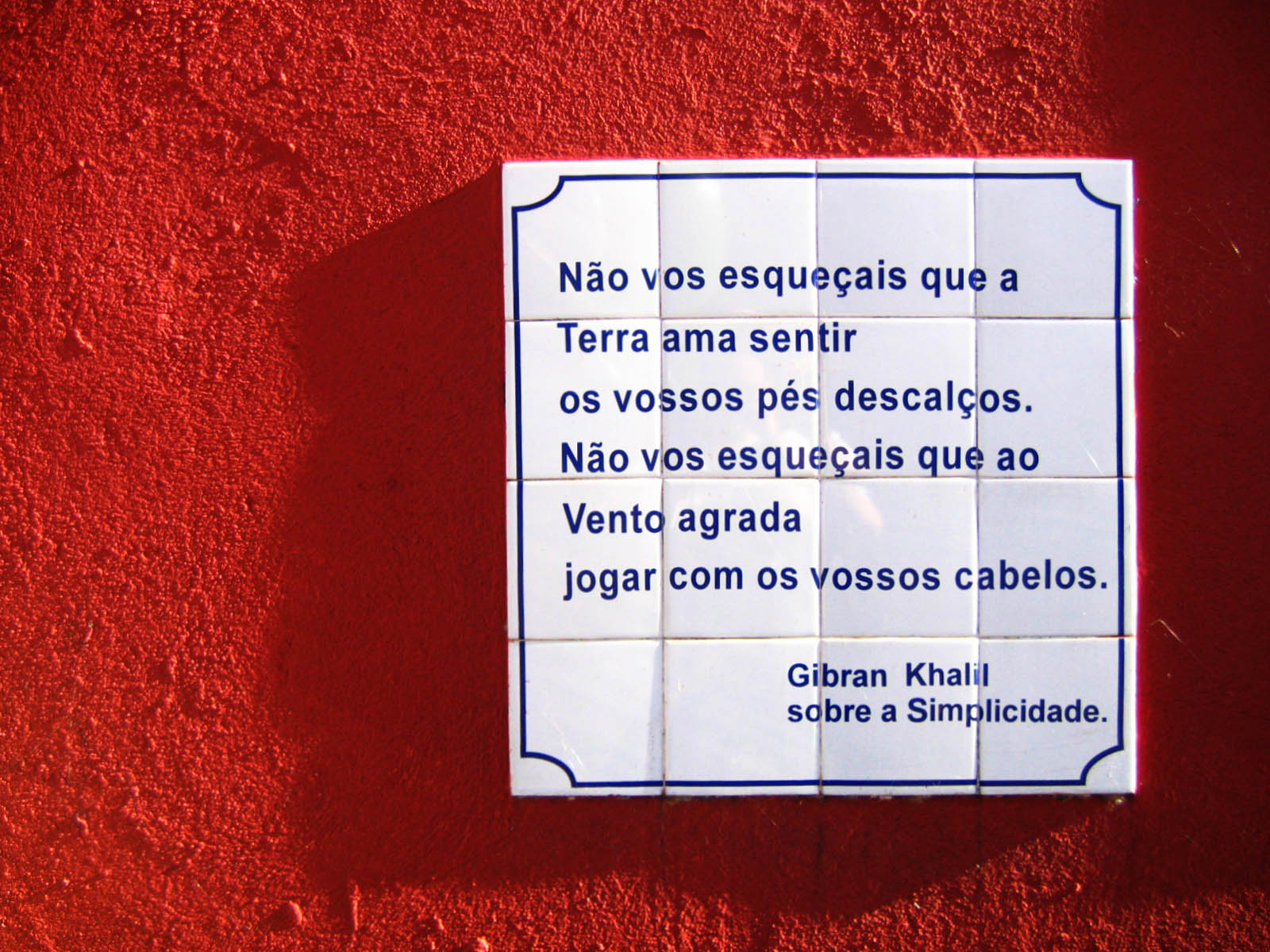
Placa com dizeres de Gibran Khalil no Memorial Árabe.

Situa-se na praça Gibran Khalil Gibran, juntamente com o Passeio Público, o Colégio Estadual do Paraná e o Shopping Mueller. Possui uma área de aproximadamente 140 m² em estilo mourisco, conta com abóbada, colunas, arcos e vitrais, em forma de cubo. Situa-se sobre um espelho d’água.
Abriga um café, uma biblioteca com capacidade para 10 mil volumes e uma pinacoteca, ambas com obras de autores árabes.